# Saubach
Saubach is een ortsteil van de Duitse gemeente Finneland in de deelstaat Saksen-Anhalt. Het dorp ligt tussen Weimar en Halle (Saale) op een hoogte van 209 meter boven NN. Op 1 juli 2009 werd de zelfstandigheid van Saubach opgeheven en werd het onderdeel van de gemeente Finneland.